# Nicolas Froment

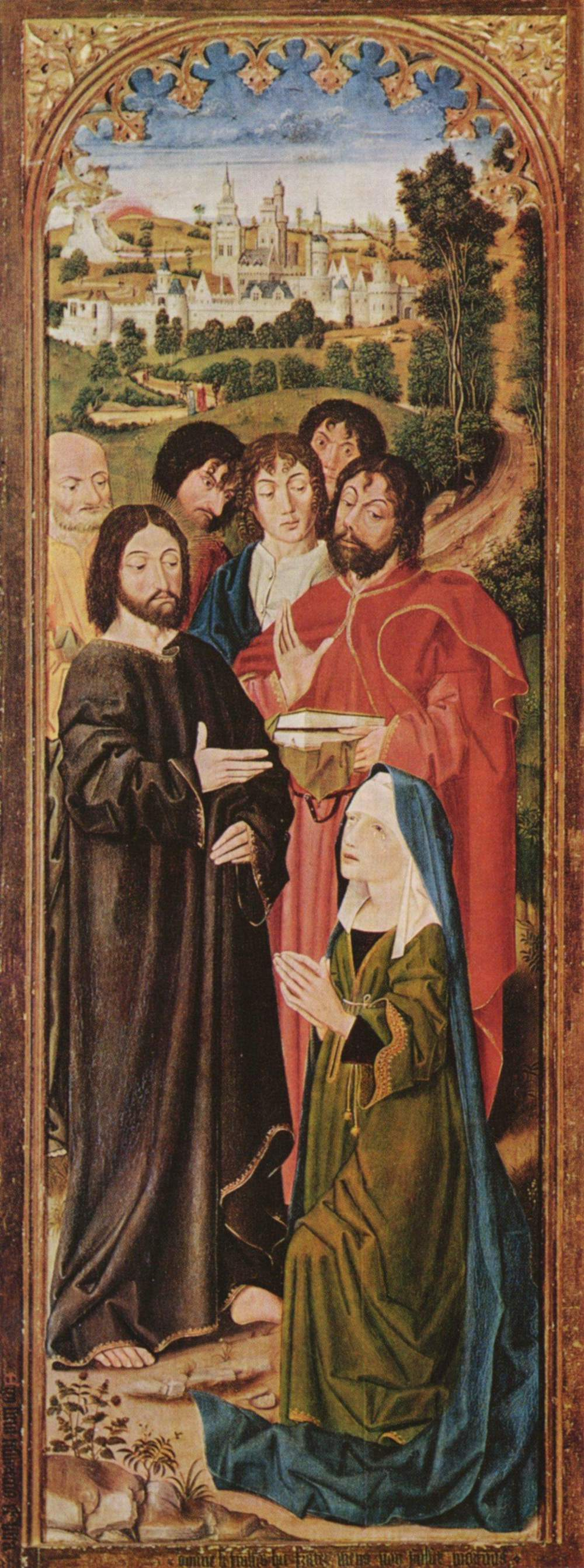
Cristo y santa Marta.

Nicolas Froment (Uzès, h. 1435 - Aviñón, h. 1486) fue un pintor francés representante de la segunda escuela de Aviñón, influida por el estilo flamenco que caracteriza la última fase de la pintura gótica.
Son pocas las noticias de su vida antes de establecerse hacia 1465 en la corte papal de Aviñón, presumiéndose que pudo formarse en Italia o Flandes.

## Obras
- Resurrección de Lázaro, tríptico, 1461, Florencia, Uffizi.
- Díptico Matheron, hacia 1475, París, Museo del Louvre.
- Retratos de Renato I de Nápoles y su esposa Jeanne de Laval en los paneles laterales del Tríptico de la salza ardiente, catedral de Saint-Saveur, Aix-en-Provence, 1475-1476.
- La leyenda de san Mitre, catedral de Saint-Saveur, Aix-en-Provence.

## Galería

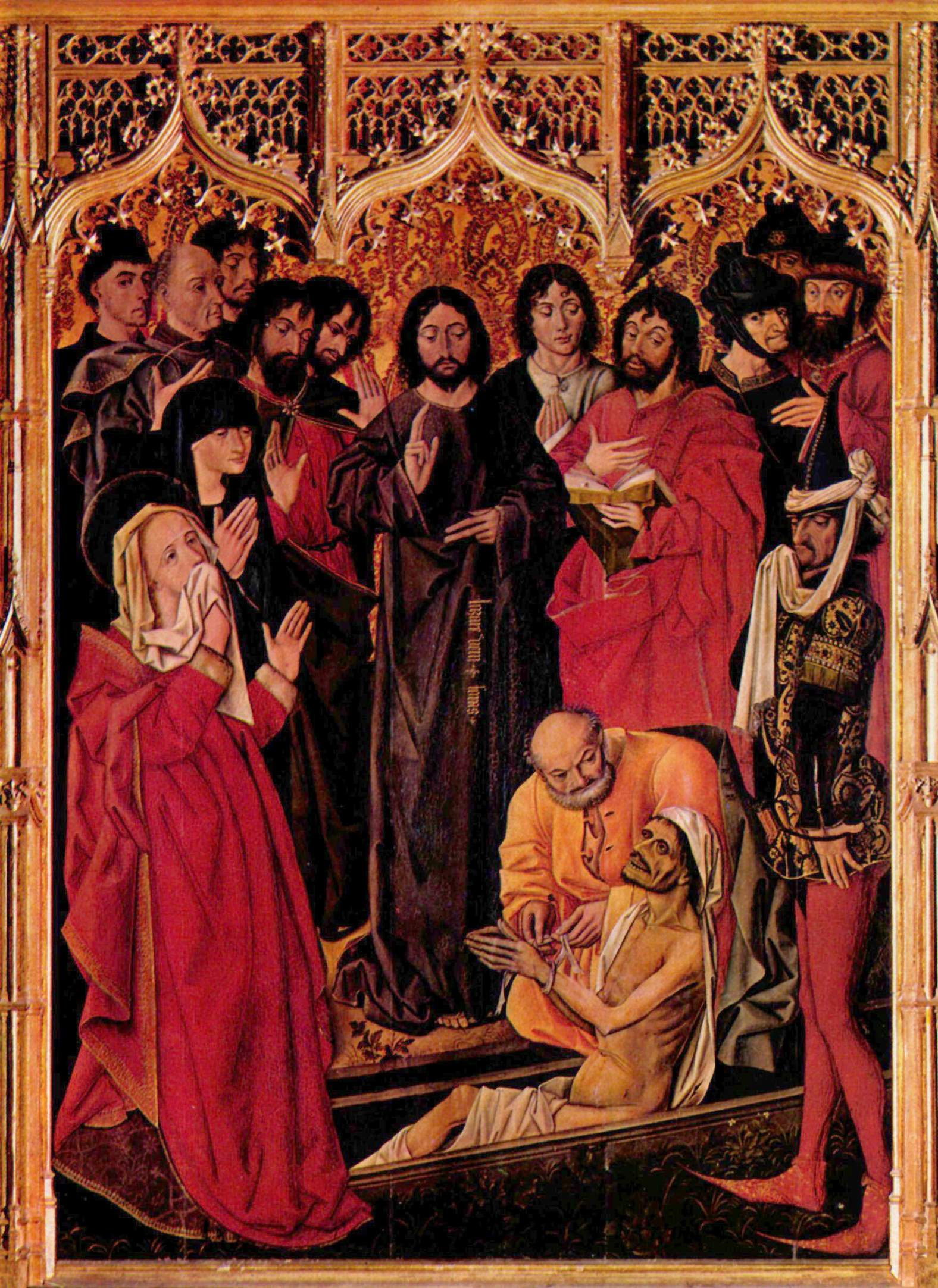
La resurrección de Lázaro, tríptico, tabla central, 1461, 175 × 134 cm, Galleria degli Uffizi, Florencia.
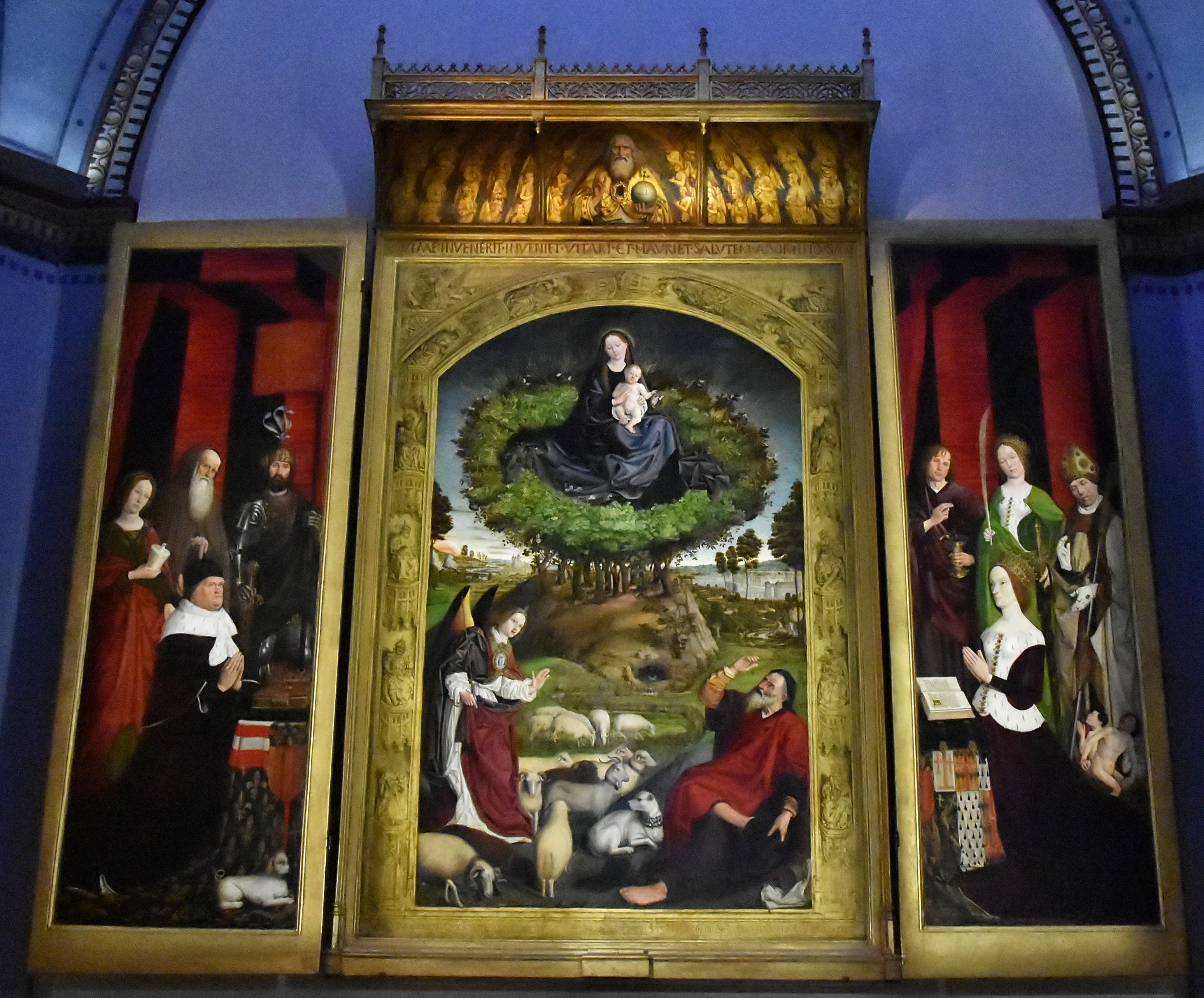
Tríptico de la zarza ardiendo Catedral de St. Sauveur, Aix-en-Provence.
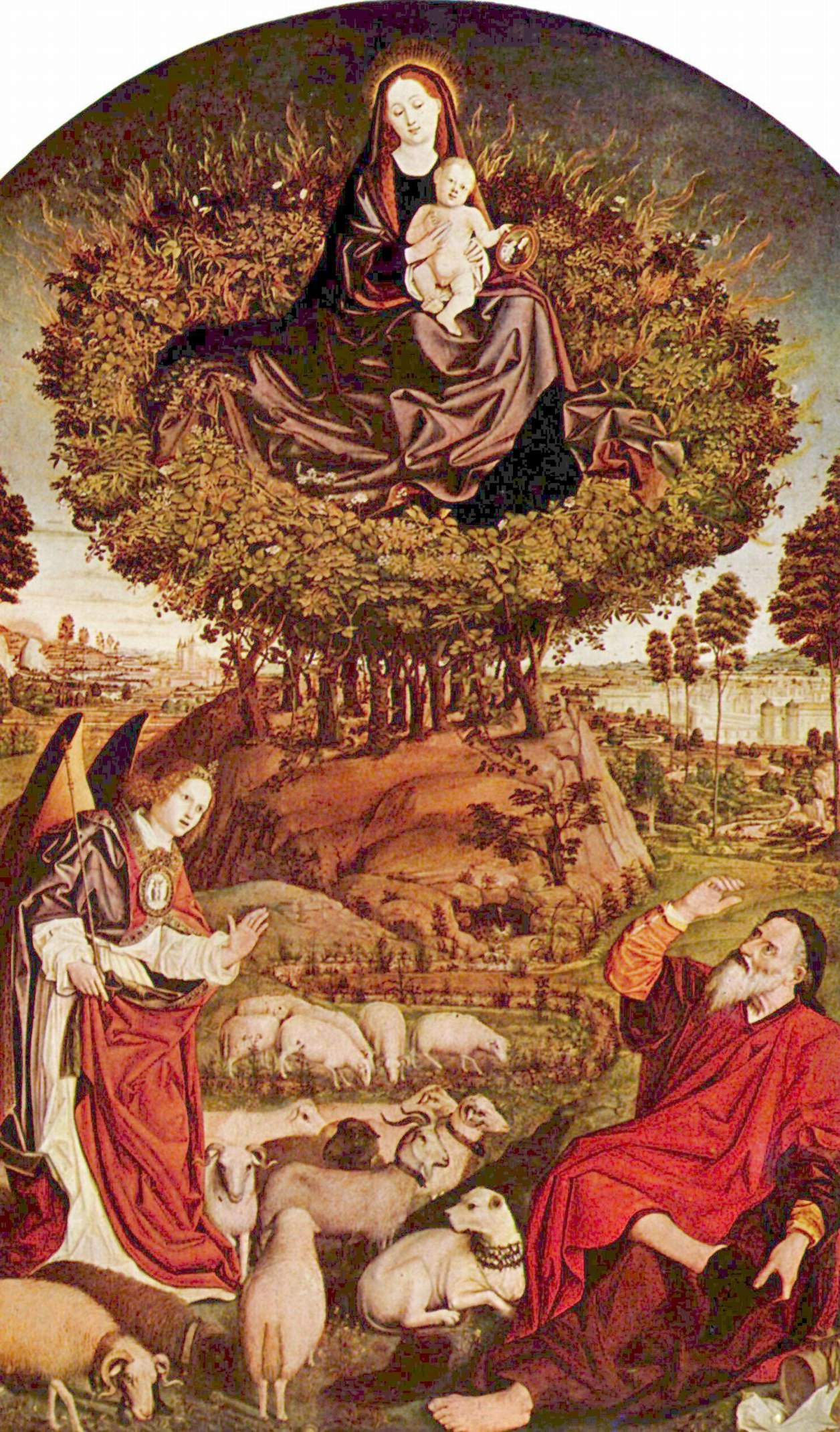
Tríptico de la zarza ardiendo, tabla central, 1475-1476, 410 × 305 cm, Catedral de St. Sauveur, Aix-en-Provence.
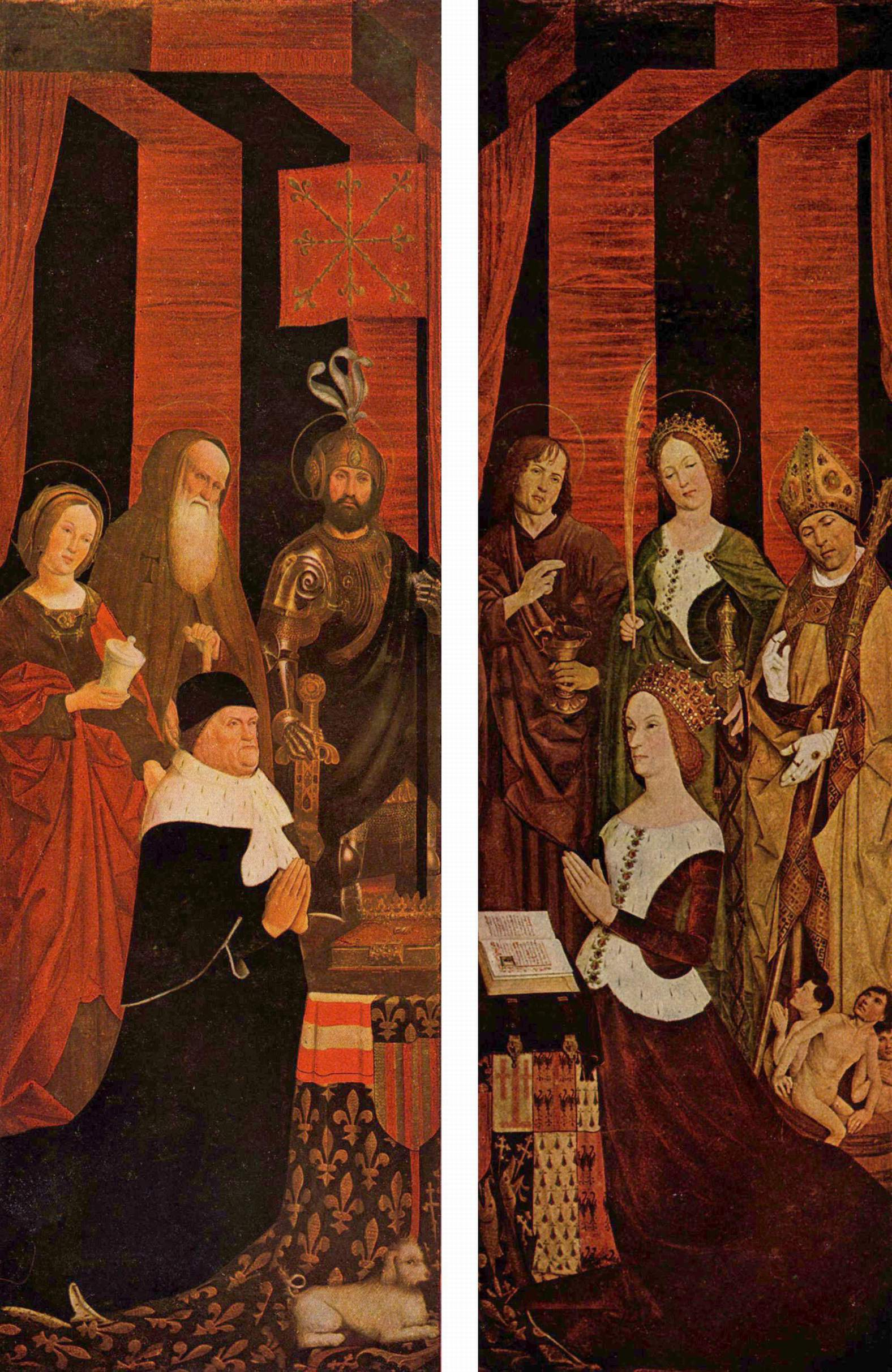
Tríptico de la zarza ardiendo, alas izquierda y derecha, retratos del rey Renato y de su esposa Juana.